# HD36089
HD36089 — хімічно пекулярна зоря спектрального класу A3, що має видиму зоряну величину в смузі V приблизно  8,7.
Вона  розташована на відстані близько 571,2 світлових років від Сонця.